# 古川由利奈
古川 由利奈（ふるかわ ゆりな、3月4日 - ）は、日本の女性声優。神奈川県出身。フリー。

## 経歴
10年間クラシックバレエを経験していた延長上か、高校3年生の夏休みに「芝居という表現がしたい」と思い立ち、夏期講習に参加した専門学校 東京声優・国際アカデミー声優養成科に入学。学内オーディションを経て、EARLY WINGの養成所に1年間通い、同グループのAbility Soul Pro（現：FIRST WIND production）預かりになったのち、所属となった。
2015年放送『干物妹!うまるちゃん』の橘・シルフィンフォード役でテレビアニメ初レギュラーを獲得。
2021年4月30日をもってFIRST WIND productionを退所した。
2021年6月11日、自身のTwitterで結婚を発表した。
2024年10月1日付けでアニモプロデュースへの所属を発表した。

## 出演
太字はメインキャラクター。

### テレビアニメ
2013年
- ローゼンメイデン（小学生）
- 世界でいちばん強くなりたい!（レスラー、レポーター）

2014年
- 普通の女子校生が【ろこどる】やってみた。

2015年
- 干物妹!うまるちゃん（2015年 - 2017年、橘・シルフィンフォード） - 2シリーズ
- 城下町のダンデライオン（ウェイトレス）

2016年
- カミワザ・ワンダ（女の子）

2017年
- プリンセス・プリンシパル（マリラ）

2018年
- 恋は雨上がりのように（女子生徒、奥村、女性客、喜屋武翔太〈幼少〉、ナース）
- されど罪人は竜と踊る（女性キャスター）
- アニマエール!（バスケ先輩）

2019年
- RobiHachi（男の子）
- 私、能力は平均値でって言ったよね!（女性魔術師、女子生徒、オーガスト、女性客、助手）
- 警視庁 特務部 特殊凶悪犯対策室 第七課 -トクナナ-（佐々木、少年A）

2020年
- アルテ（侍女）

### OVA
- 小野坂・小西のO+K 2.5次元 アニメーション DVD3巻（2015年）
- 機動戦士ガンダム サンダーボルト（2017年、ビアンカ・カーライル[9]）

### Webアニメ
- ケンガンアシュラ（2019年、観客B）

### ゲーム
2013年
- フェアリーフェンサー エフ（デラ）

2014年
- アイパラ！IDOL PARADISE（マリン・レーネス）
- 学園K -Wonderful School Days-
- BREAK雀BURST

2015年
- 乖離性ミリオンアーサー（橘・シルフィンフォード）
- ドグマツルギーouverture（射場アヤネ）
- 干物妹！うまるちゃん 〜干物妹！育成計画〜（橘・シルフィンフォード）
- フェアリーフェンサー エフ ADVENT DARK FORCE（デラ）
- 輝星のリベリオン（ブーディカ、トゥラベカ・カーニム）
- ROOT∞REXX

2016年
- 嫁コレ（橘・シルフィンフォード）
- 刻のイシュタリア（黒爪猟兵ティンダロス）
- 幻獣姫（アスガルズ）
- シュヴァルツェスマーケン 殉教者たち（クラニー）
- ぐるぐる召喚マジカルギア（アンナ、タクミ）

2017年
- 一血卍傑-ONLINE-（サトリ）
- グランドサマナーズ（ゼクシア）
- ウチの姫さまがいちばんカワイイ（橘・シルフィンフォード）
- ゴシックは魔法乙女〜さっさと契約しなさい!〜（橘・シルフィンフォード）
- 嘘月シャングリラ

2018年
- オルターレコードアジャストメント（グレーテル）
- 閃乱カグラ NewWave Gバースト（風雅）
- ソードアート・オンライン フェイタル・バレット（アファシスA290-00 女ボイス2）
- 竜星のヴァルニール（ズバァハ）
- 天空のクラフトフリート（ディナト、アズラエラ）

2020年
- ラストピリオド -終わりなき螺旋の物語-（2020年、アフェロラ）
- Death end re;Quest2（シズ・メロニス）
- 神式一閃 カムライトライブ（セーナ）
- ひよこ社長のまちづくり（秘書ちゃん）
- 大儲け！ギャルがカブでのランゲーム!?（青天井多華音）
- 夜、灯す

2021年
- シノビマスター 閃乱カグラ NEW LINK（風雅）

2023年
- モンスターユニバース（フリル）

### ドラマCD
- 俺、ツインテールになります。ED主題歌「ツインテール・ドリーマー」内オリジナルドラマ
- Twinkle☆Girls出演ドラマCD「お城様日乗」[17]
- 普通の女子校生が【ろこどる】やってみた。『流三女子体育祭』※単行本第5巻ドラマCD付き特装版
- オジサマ専科Vol.15 I love Hospital〜恋のノールックパス〜

### ラジオ
※はインターネット配信。
- Twinkle☆Girls ばにらたると（2016年、ニコニコ動画※・YouTube※・ポッドキャスト※）[18]
- 干物妹うまるちゃんR 妹'Sの だらだラジオ（2018年、音泉※）[19]

### インターネットテレビ
※はインターネット配信。
- 干物妹!うまるちゃん 月曜から宴「ダラなま」（2015年、ニコニコ生放送※）
- Let'sパーリナイ!! ダラなまRainbow（2017年、ニコニコ生放送※）
- 聖マルセイユ女学院（2018年 - 、ニコニコ生放送※）[20]
- ガールズフィスト!!!!〜南松本高校パンクロック同好会バンドミーティング番外編〜（2018年 - 、YouTube Live※）[21]
- ガールズフィスト!!!! 〜バンドマンへの道〜（2018年 - 、YouTube※）[21]

### デジタルコミック
- 失恋ショコラティエ
- 好きっていいなよ

### その他コンテンツ
- 温泉むすめ（赤倉茅咲[22]）
- ガールズフィスト（藤森月）[23]

### 舞台
2022年
- 秒速30万kmの梯（ハナ）

## ディスコグラフィ
| 発売日   | 商品名                                                               | 歌                                                                                         | 楽曲                                                                            | 備考                                                    |
| 2014年   | 2014年                                                               | 2014年                                                                                     | 2014年                                                                          | 2014年                                                  |
| -------- | -------------------------------------------------------------------- | ------------------------------------------------------------------------------------------ | ------------------------------------------------------------------------------- | ------------------------------------------------------- |
| 12月     | アイパラ！IDOL PARADISE                                              | マイア・ルシフェル（東城日沙子）、空地ニーナ（植田ひかる）、マリン・レーネス（古川由利奈） | 「The Shining Shooting Star」                                                   | ゲーム『アイパラ!IDOL PARADISE』関連曲                  |
| 2015年   |                                                                      |                                                                                            |                                                                                 |                                                         |
| 8月19日  | かくしん的☆めたまるふぉ〜ぜっ！                                      | 妹S                                                                                        | 「Sisters Wink」                                                                | テレビアニメ『干物妹！うまるちゃん』関連曲              |
| 8月19日  | ひだまりデイズ                                                       | 妹S                                                                                        | 「ひだまりデイズ」                                                              | テレビアニメ『干物妹！うまるちゃん』エンディングテーマ  |
| 8月19日  | ひだまりデイズ                                                       | 妹S                                                                                        | 「フィーバー夏Vacation!」                                                       | テレビアニメ『干物妹！うまるちゃん』関連曲              |
| 9月16日  | 干物妹！うまるちゃん キャラクターソング Vol.4 橘・シルフィンフォード | 橘・シルフィンフォード（古川由利奈）                                                       | 「T・S・F in にっぽん！」 「シュバッとNo.1」 「ひだまりデイズ(シルフィンver.)」 | テレビアニメ『干物妹！うまるちゃん』関連曲              |
| 9月16日  | 干物妹！うまるちゃん BD・DVD第1巻特典CD                              | 妹S                                                                                        | 「Dreamy Friends」                                                              | テレビアニメ『干物妹！うまるちゃん』関連曲              |
| 2017年   |                                                                      |                                                                                            |                                                                                 |                                                         |
| 11月15日 | うまるん体操                                                         | 妹S                                                                                        | 「うまるん体操」                                                                | テレビアニメ『干物妹！うまるちゃんR』エンディングテーマ |
| 11月15日 | うまるん体操                                                         | 妹S                                                                                        | 「変わらない宝物」                                                              | テレビアニメ『干物妹！うまるちゃんR』関連曲             |
| 12月13日 | 〜妹Ｓ☆QUEST〜                                                       | 妹S                                                                                        | 「MUTEKINO SISTER FANTASY」                                                     | テレビアニメ『干物妹！うまるちゃんR』関連曲             |
| 12月13日 | 〜妹Ｓ☆QUEST〜                                                       | 橘・シルフィンフォード（古川由利奈）                                                       | 「いつかきっと」                                                                | テレビアニメ『干物妹！うまるちゃんR』関連曲             |
| 12月13日 | 〜妹Ｓ☆QUEST〜                                                       | 土間うまる（田中あいみ）、橘・シルフィンフォード（古川由利奈）                             | 「ゲ戦記うぉーず！」                                                            | テレビアニメ『干物妹！うまるちゃんR』関連曲             |
| 2018年   |                                                                      |                                                                                            |                                                                                 |                                                         |
| 12月12日 | Stand Up!!!!                                                         | 南松本高校パンクロック同好会                                                               | 「自分自信」 「Roly Poly」 「Ready and Rarin' to Go!!!!」                       | 漫画『ガールズフィスト!!!!』関連曲                      |
| 2019年   |                                                                      |                                                                                            |                                                                                 |                                                         |
| 4月3日   | D.A.S.H!!!!                                                          | 南松本高校パンクロック同好会                                                               | 「青春ガール」 「Tic×Tic=Tac♪」 「Full of Lies」 「にゃーーのうた」             | 漫画『ガールズフィスト!!!!』関連曲                      |

### ユニットメンバー
1. 1 2 3  土間うまる（田中あいみ）、海老名菜々（影山灯）、本場切絵（白石晴香）、橘・シルフィンフォード（古川由利奈）
2. ↑  奈川芳野（加藤あつこ）、白瀬双葉（内山つかさ）、坂ノ下奏恵（奥村真由）、藤森月（古川由利奈）
3. ↑  奈川芳野（浅見春那）、白瀬双葉（内山つかさ）、坂ノ下奏恵（奥村真由）、藤森月（古川由利奈）